# 拜拉区
拜拉区是索馬利亞的一個區，位於該國東北方的巴里州，首府為拜拉。

## 外部鏈結
- 拜拉区行政區域圖 （页面存档备份，存于）